# Giliani (cràter)
Giliani és un cràter d'impacte en el planeta Venus de 19,9 km de diàmetre. Porta el nom d'Alessandra Giliani (1307-1326), anatomista italiana, i el seu nom va ser aprovat per la Unió Astronòmica Internacional el 1994.